# 筏仔头
筏仔頭是臺灣臺南市學甲區的一個傳統地域名稱，早期分南筏仔頭與北筏仔頭（竿仔寮），是頭港里五個聚落 (舊頭港子、新頭港子、南筏子頭、北筏子頭、西邊寮) 之一，2006年學甲行政區調整後與原光華里合併，合併後里名仍為光華里。

## 地理位置
原筏仔頭位於小白米仔西南邊，頭港仔聚落正北方急水溪北岸，早期還分有南筏仔頭與北筏仔頭兩聚落，然因兩聚落位於急水溪行水區域內，兩庄頭後方又有田寮大排，故造成兩庄頭前後遭受頗為嚴重的水患威脅問題，於是便遷村至今日光華里的過港仔的東北邊。

## 建庄脈絡
一開始是由原煥昌里（七塊厝，即今日秀昌里）李氏先祖於道光22年（1842年），由三、五房分出的李浮容等人所移墾。 原庄早期屬倒風內海浮覆地以筏為渡往還南北的渡頭之地，係因為早期學甲、中洲、頭港仔等地居民，來往北門區渡仔頭的一個小碼頭，初始還分南筏仔頭與北筏仔頭兩庄。
因原來庄頭位處急水溪的行水區內，不時發生嚴重水患，又肇於1989年 9月莎拉颱風來襲時，急水溪發生溪水暴漲（913水災），當時筏仔頭32戶與二港仔131戶2庄共163戶民屋全被大水淹沒，自此後便開始了積極遷庄的聲浪出現。直至1993年終於拍板定案，筏仔頭32戶近百人及二港仔17戶，先南遷至過港仔東北邊今址重新建庄，現今原庄李姓尚有近百戶。

## 交通
市171線與市174線分別經過新筏仔頭南北兩側，兩路略成平行而走，從西北往東南方向進行，兩市路最後並於學甲中正路298號附近交會。  

## 宗教
新筏仔頭的角頭公廟是巡安宮，祂是遷庄之後才興建的角頭廟，主祀為舜府千歲，同祀則有溫府千歲、鐵府千歲、池府千歲…等等神祇。

## 自然景觀遭破壞
原筏仔頭在遷村之後，遺留下來庄頭因保護得當原地後來形成為濕地，於民國101年（2012年）2月正式命名為「學甲濕地」，成為許多鳥類棲息與覓食的樂園。然其後卻遭到一些不肖業者偷倒養殖或工業廢水等廢棄物，甚至在丟棄物品之後緊接著放火燒，導致此地的自然生態及水質受到污染，成為濕地區環境髒亂的死角，也因此不少鳥類也被迫轉移棲息地。

## 圖集

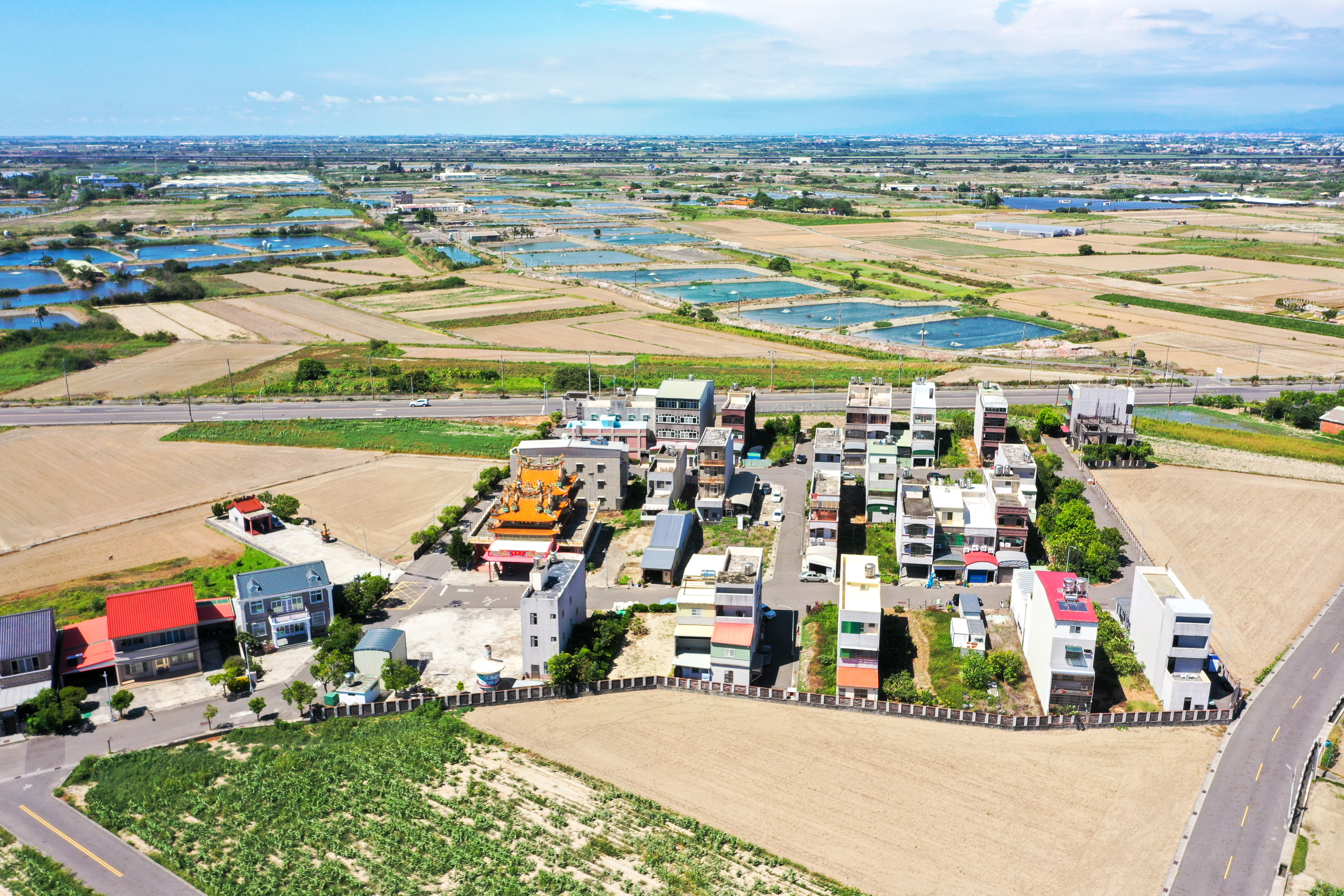
新筏仔頭空照-1
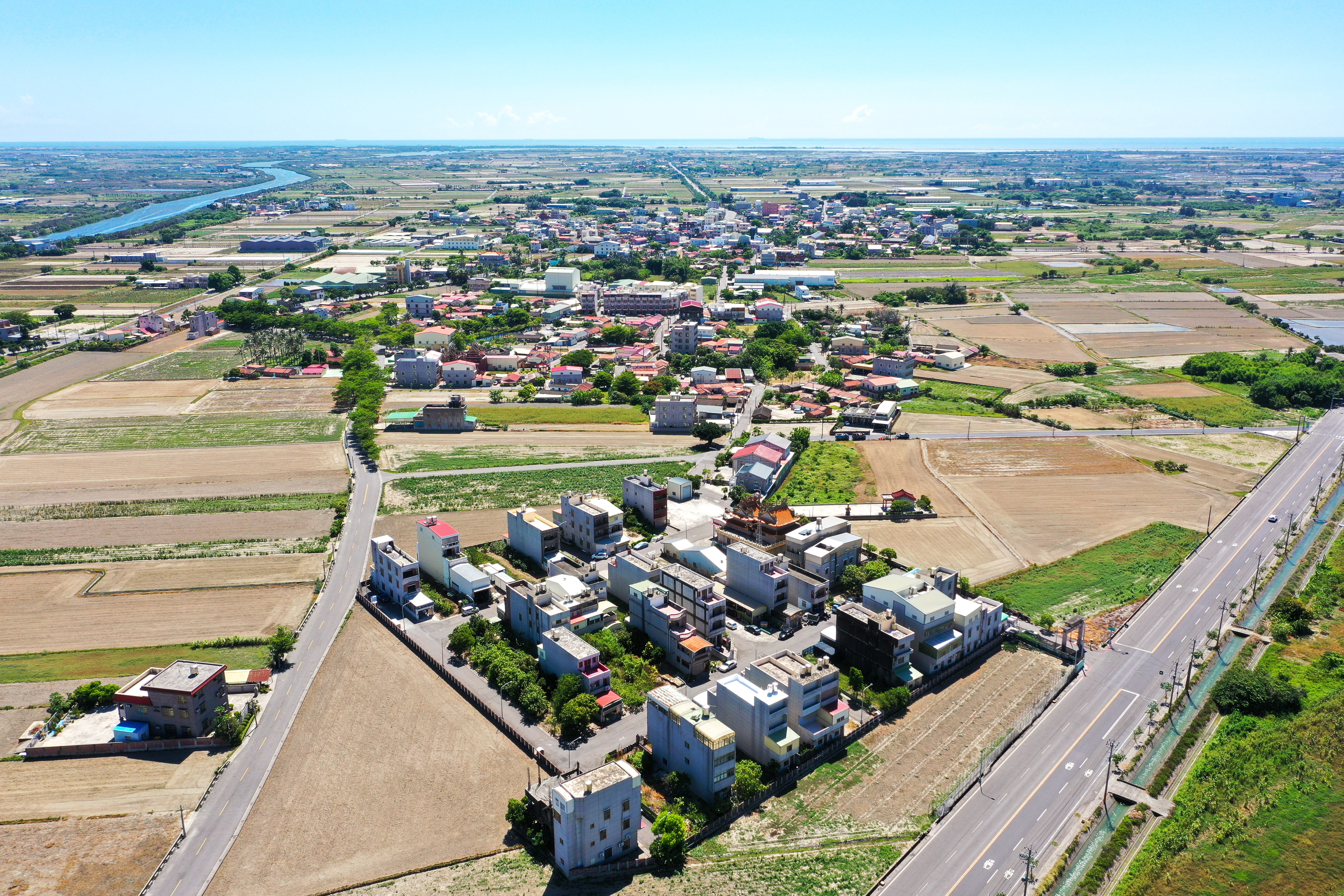
新筏仔頭空照-2
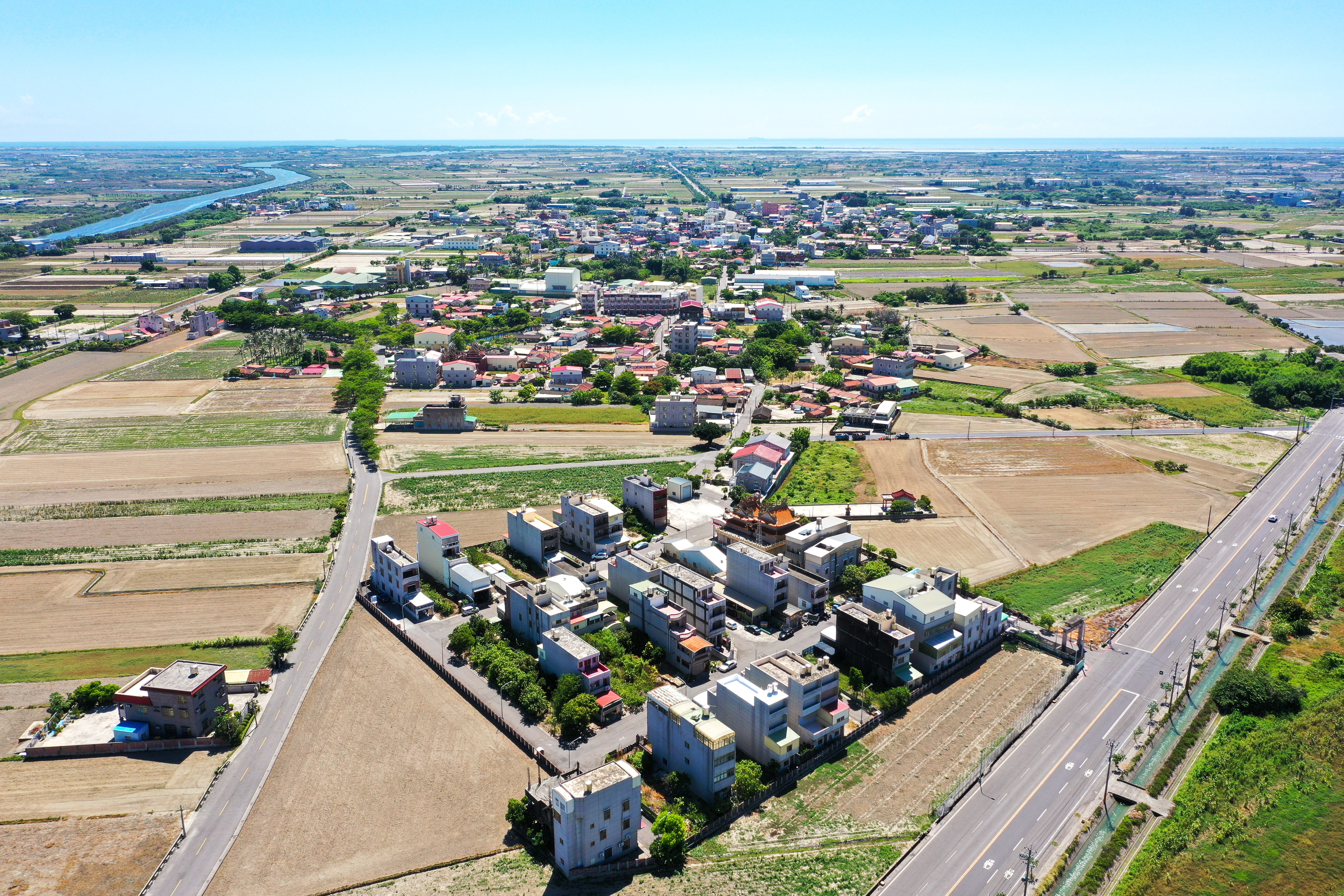
新筏仔頭空照-3
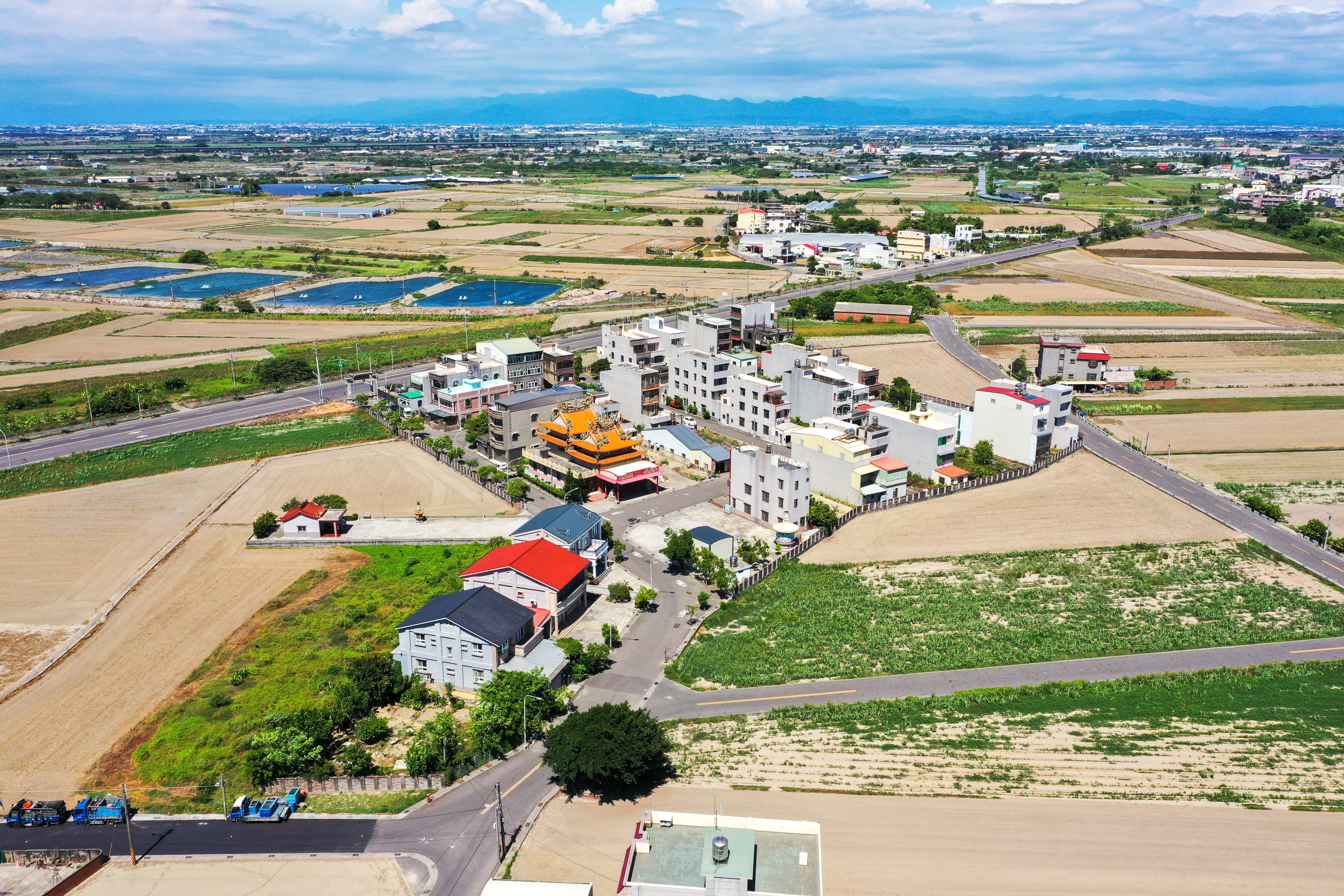
新筏仔頭